# Groupe J des éliminatoires de la Coupe d'Afrique des nations de football 2019
Le groupe J des qualifications à la Coupe d'Afrique des nations de football 2019 est une compétition qualificative pour la phase finale de la Coupe d'Afrique des nations de football 2019. Ce groupe est composé de l'Égypte, du Niger, de l'Eswatini et de la Tunisie. L'Égypte et la Tunisie, assurées de terminer aux deux premières places du groupe, se qualifient pour la CAN qui se déroule en juin 2019.

## Tirage au sort
Le tirage au sort se déroule le 12 janvier 2017 à Libreville. Les 51 sélections africaines sont classées dans cinq chapeaux selon un classement CAF construit à partir des résultats dans les CAN précédentes.
Le tirage au sort désigne les équipes suivantes dans le groupe J :
- Chapeau 1 : Tunisie (5e du classement CAF)
- Chapeau 2 : Égypte (19e du classement CAF)
- Chapeau 3 : Niger (28e du classement CAF)
- Chapeau 4 : Eswatini (38e du classement CAF)

## Classement
| Rang | Équipe   | Pts | J | G | N | P | Bp | Bc | Diff |  | Résultats (▼ dom., ► ext.) |     |     |     |     |
| ---- | -------- | --- | - | - | - | - | -- | -- | ---- |  | -------------------------- | --- | --- | --- | --- |
| 1    | Tunisie  | 15  | 6 | 5 | 0 | 1 | 12 | 4  | +8   |  | Tunisie                    |     | 1-0 | 1-0 | 4-0 |
| 2    | Égypte   | 13  | 6 | 4 | 1 | 1 | 16 | 5  | +11  |  | Égypte                     | 3-2 |     | 6-0 | 4-1 |
| 3    | Niger    | 5   | 6 | 1 | 2 | 3 | 4  | 11 | -7   |  | Niger                      | 1-2 | 1-1 |     | 0-0 |
| 4    | Eswatini | 1   | 6 | 0 | 1 | 5 | 2  | 14 | -12  |  | Eswatini                   | 0-2 | 0-2 | 1-2 |     |

## Résultats
1re journée
| 10 juin 2017 | Niger   | 0 - 0 | Eswatini | Stade Général-Seyni-Kountché, Niamey |                                |
| 16h00 UTC+1  |         | (0-0) |          | Arbitrage : Thierry Nkurunziza       | Arbitrage : Thierry Nkurunziza |
| 16h00 UTC+1  | Rapport |       |          | Arbitrage : Thierry Nkurunziza       | Arbitrage : Thierry Nkurunziza |

| 11 juin 2017 | Tunisie      | 1 - 0 | Égypte | Stade olympique, Radès         |                                |
| 23h00 UTC+1  | Khenissi 47e | (0-0) |        | Arbitrage : Bouchaïb El Ahrach | Arbitrage : Bouchaïb El Ahrach |
| 23h00 UTC+1  | Rapport      |       |        | Arbitrage : Bouchaïb El Ahrach | Arbitrage : Bouchaïb El Ahrach |

2e journée :
| 8 septembre 2018 | Égypte                                                                    | 6 - 0 | Niger | Stade Borg Al Arab, Alexandrie |                              |
| 20h00 (UTC+2)    | M. Mohsen 13e · Ashraf 20e · Salah 29e 86e · S. Mohsen 73e · Elneny 90+3e | (3-0) |       | Arbitrage : Maguette N'Diaye   | Arbitrage : Maguette N'Diaye |
| 20h00 (UTC+2)    | Rapport                                                                   |       |       | Arbitrage : Maguette N'Diaye   | Arbitrage : Maguette N'Diaye |

| 9 septembre 2018 | Eswatini | 0 - 2 | Tunisie                  | Mavuso Sports Centre, Manzini     |                                   |
| 15h00 (UTC+2)    |          | (0-2) | 16e Khenissi · 37e Sliti | Arbitrage : Bamlak Tessema Weyesa | Arbitrage : Bamlak Tessema Weyesa |
| 15h00 (UTC+2)    | Rapport  |       |                          | Arbitrage : Bamlak Tessema Weyesa | Arbitrage : Bamlak Tessema Weyesa |

3e journée :
| 12 octobre 2018 | Égypte                                                | 4 - 1 | Eswatini    | Stade Al Salam, Le Caire     |                              |
|                 | Elmohamady 7e · Warda 10e · Trezeguet 29e · Salah 44e | (4-0) | 85e Gamedze | Arbitrage : Louis Hakizimana | Arbitrage : Louis Hakizimana |
|                 | Rapport                                               |       |             | Arbitrage : Louis Hakizimana | Arbitrage : Louis Hakizimana |

| 13 octobre 2018 | Tunisie    | 1 - 0 | Niger | Stade olympique, Radès         |                                |
|                 | Meriah 17e | (1-0) |       | Arbitrage : Eric Otogo-Castane | Arbitrage : Eric Otogo-Castane |
|                 | Rapport    |       |       | Arbitrage : Eric Otogo-Castane | Arbitrage : Eric Otogo-Castane |

4e journée :
| 16 octobre 2018 | Eswatini | 0 - 2 | Égypte                     | Mavuso Sports Centre, Manzini          |                                        |
|                 |          | (0-1) | 19e Hegazy · 53e M. Mohsen | Arbitrage : Mahmood Ali Mahmood Ismail | Arbitrage : Mahmood Ali Mahmood Ismail |
|                 | Rapport  |       |                            | Arbitrage : Mahmood Ali Mahmood Ismail | Arbitrage : Mahmood Ali Mahmood Ismail |

| 16 octobre 2018 | Niger       | 1 - 2 | Tunisie         | Stade Général-Seyni-Kountché, Niamey |                                   |
|                 | Oumarou 36e | (1-2) | 28e 32e Chaouat | Arbitrage : Noureddine El Jaafari    | Arbitrage : Noureddine El Jaafari |
|                 | Rapport     |       |                 | Arbitrage : Noureddine El Jaafari    | Arbitrage : Noureddine El Jaafari |

5e journée :
| 16 novembre 2018 | Égypte                                      | 3 - 2 | Tunisie       | Stade Borg Al Arab, Alexandrie |                          |
| 17h00            | Trézéguet 32e · El Mohamady 60e · Salah 90e | (1-1) | 13e 72e Sliti | Arbitrage : Victor Gomes       | Arbitrage : Victor Gomes |
| 17h00            | Rapport                                     |       |               | Arbitrage : Victor Gomes       | Arbitrage : Victor Gomes |

| 18 novembre 2018 | Eswatini     | 1 - 2 | Niger            | Mavuso Sports Centre, Manzini       |                                     |
|                  | Nkambule 19e | (1-0) | 55e 77e Adebayor | Arbitrage : Ahmad Imtehaz Heeralall | Arbitrage : Ahmad Imtehaz Heeralall |
|                  | Rapport      |       |                  | Arbitrage : Ahmad Imtehaz Heeralall | Arbitrage : Ahmad Imtehaz Heeralall |

6e journée :
| 22 mars 2019 | Tunisie                                              | 4 - 0 | Eswatini | Stade olympique, Radès       |                              |
|              | Ben Youssef 21e · Badri 34e · Sliti 53e · Meriah 62e | (2-0) |          | Arbitrage : Georges Gatogato | Arbitrage : Georges Gatogato |
|              | Rapport                                              |       |          | Arbitrage : Georges Gatogato | Arbitrage : Georges Gatogato |

| 23 mars 2019 | Niger       | 1 - 1 | Égypte        | Stade Général-Seyni-Kountché, Niamey |                                     |
|              | Moutari 82e | (0-0) | 47e Trezeguet | Arbitrage : Ring Nyier Akech Malong  | Arbitrage : Ring Nyier Akech Malong |
|              | Rapport     |       |               | Arbitrage : Ring Nyier Akech Malong  | Arbitrage : Ring Nyier Akech Malong |

## Liste des buteurs
4 buts :
- Mohamed Salah
- Naïm Sliti

3 buts :
- Trezeguet

2 buts :
- Marwan Mohsen
- Victorien Adebayor
- Firas Chaouat
- Taha Yassine Khenissi
- Yassine Meriah

1 but :
- Ayman Ashraf
- Baher El Mohamady
- Ahmed el-Mohammadi
- Mohamed Elneny
- Ahmed Hegazy
- Salah Mohsen
- Amr Warda
- Youssouf Oumarou
- Amadou Moutari
- Sibonginkosi Gamedze
- Sifiso Nkambule
- Anice Badri
- Syam Ben Youssef